# Polícrates de Éfeso
Polícrates de Éfeso (Éfeso, siglo II a siglo III), fue un obispo de Éfeso en el siglo II, contemporáneo de los llamados Padres de la Iglesia, fue discípulo del conocido como san Policarpo de Esmirna, el que a su vez fue discípulo del apóstol Juan, citado por Eusebio, en su Historia eclesiástica, V, xxi (H. E. V.xxi).

## Introducción
Aunque solo sobreviven, al parecer, sus breves cartas, una de ellas dirigida al obispo de Roma, Víctor I; y consignadas por el historiador conocido como «padre de la iglesia», Eusebio de Cesarea, es el único testigo de gran peso de que la Pascua original tal como la practicó Jesucristo y los apóstoles (anual y en fecha fija, día de la semana móvil, sin importar si era domingo o no); se seguía conmemorando entrado el siglo III.

## Legado
Polícrates, Obispo de Éfeso, presidió un sínodo de obispos de Asia y todos estos pastores aprobaron una carta que fue enviada al obispo Víctor de Roma. La carta declaraba: 

«Nosotros observamos el día genuino, ni le agregamos a eso o tomamos de allí. Porque en Asia grandes luces han dormido [grandes hombres de Dios] los cuales se levantarán de nuevo durante el día de la manifestación del Señor, en el cual él vendrá con gloria del cielo, y levantará a todos los santos: Felipe, uno de los doce apóstoles, que duerme en Hierapolis y sus dos ancianas hijas vírgenes; su otra hija, también, que habiendo vivido bajo la influencia del Espíritu Santo, ahora igualmente descansa en Efeso; es más, Juan, que descansó en el pecho de nuestro Señor, que también fue un sacerdote, y lució en la frente la placa de oro sacerdotal, ambos mártir y maestro; él está enterrado en Efeso. También Policarpo de Esmirna, ambos Obispo y mártir y Traseas, ambos Obispo y mártir, de Eumenia, que duerme en Esmirna. Porque mencionar a Sagaris, Obispo y mártir, que duerme en Laodicea; además, el bienaventurado Papirius, y Melito, que vivió en total bajo la influencia del Espíritu Santo, que ahora descansan en Sardis, esperando el episcopado del cielo, en el cual él se levantará de los muertos. Todos éstos observaron el decimocuarto día de la Pascua según el evangelio, desviándose en ningún aspecto, sino siguiendo la regla de la fe. Además Yo Policrates, que soy el menor de ustedes, según la tradición de mis parientes, algunos de quienes yo he seguido. Porque siete de mis parientes fueron Obispos, y yo soy el octavo: mis parientes siempre observaron el día cuando el pueblo de los Judíos tira la levadura. Yo por lo tanto, hermanos, ahora tengo sesenta y cinco años en el Señor, que habiendo conferido con los hermanos por todo el mundo [Asia] y habiendo estudiado el todo de las Sagradas Escrituras, no estoy en nada alarmado en aquellas cosas con las cuales soy amenazado, para intimidarme. Porque ellos que son más grande que yo han dicho, “Nosotros debemos obedecer a Dios antes que a los hombres”.»
Eusebio (H. E. V.xxiii) e History of the Christian Church de Phillip Schaff, Vol II, Anti-Nicean Christianity, 100-325 d. C., pp216-217

Al recibir esta carta el obispo Víctor de Roma envió una carta a los pastores en las Iglesias de Asia y las provincias vecinas, con intención de excomulgarlos. No tuvo éxito en ese entonces, 196 d. C. principalmente debido a una carta escrita por San Ireneo al obispo Víctor y otros obispos occidentales. En la Historia Eclesiástica de Eusebio, V.xxiii & xxiv y la History of the Christian Councils de Hefele, Vol. I, pág. 315, citan a Ireneo.
Una carta de Ireneo de Lyon está entre los antedichos extractos, y muestra que la diversidad en la práctica respecto a la Pascua había existido por lo menos desde tiempos del Papa San Sixto I (cerca de 120 d. C.). Además Ireneo afirma que San Policarpo, quien, al igual que los demás asiáticos, guardaba la Pascua el día catorce de la luna, sin importar qué día de la semana cayese, siguiendo con ello la tradición que él sostenía se derivaba del apóstol San Juan, vino a Roma cerca de 150 d. C. sobre este mismo asunto, pero el Papa San Aniceto no pudo persuadirlo de desistir de su observancia cuartodecimana. Sin embargo, él no fue excluido de la comunión con la Iglesia Romana; San Ireneo, al condenar la práctica cuartodecimana, sin embargo, le reprocha al Papa San Víctor I (cerca de 189-99) el haber excomulgado a los asiáticos muy precipitadamente y el no haber seguido la moderación de sus predecesores. El asunto así debatido trataba principalmente si la Pascua se debía celebrar en domingo, o si los cristianos debían observar el día santo de los judíos, el catorce de Nisán, que podía ocurrir en cualquier día de la semana. Los que celebraban la Pascua con los judíos eran llamados cuartodecimanos o terountes (observantes); pero aun en tiempos del Papa Víctor esta costumbre apenas se extendió más allá de las Iglesias de Asia Menor. Después de las fuertes medidas del Papa los cuartodecimanos parecieron haber mermado. Orígenes en la Philosophumena (VIII, XVIII) parece considerarlos como un puñado de disidentes obstinados en el error.
En una carta de Polícrates de Éfeso al obispo Víctor cerca del año 194, mencionada por Eusebio de Cesarea (H. E. V.xxiv) dice que «Melitón el eunuco» fue enterrado en Sardis.
La permanencia y muerte del apóstol san Juan en Éfeso no son mencionadas en el Nuevo Testamento, pero son atestiguadas tan pronto como a finales del siglo II por San Ireneo (Adv. Haer., III, 3,4), Polícrates, Obispo de Éfeso (Eusebio, H. E., V.xxi), Clemente de Alejandría, el acta Joannis, y un poco más adelante por Justino y los montanistas.